# هايوارد ماك
هايوارد ماك (بالإنجليزية: Hayward Mack)‏ هو ممثل أمريكي، ولد في 20 مارس 1879 في ألباني في الولايات المتحدة، وتوفي في 24 ديسمبر 1921 في لوس أنجلوس في الولايات المتحدة.

## وصلات خارجية
- هايوارد ماك على موقع IMDb (الإنجليزية)
- هايوارد ماك على موقع أول موفي (الإنجليزية)
- هايوارد ماك على موقع قاعدة بيانات الفيلم (الإنجليزية)